# Grand Union

Spoordiagram van een grand union

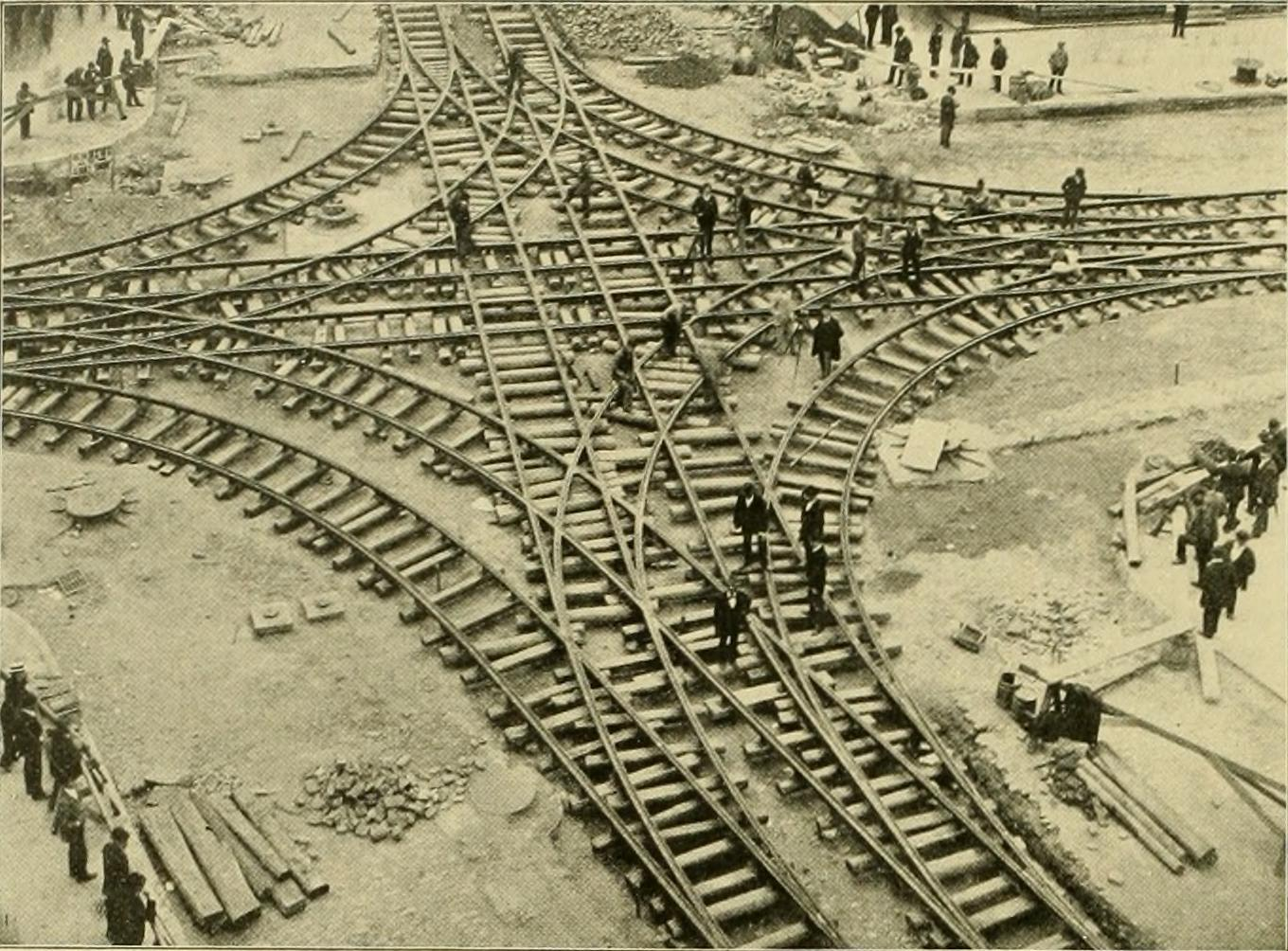
Aanleg van een grand union op de kruising van de State, Exchange en Main street in Rochester (New York); 1891

Een grand union of sterkruising is een volledige sporenkruising van twee dubbelsporige trambaanvakken met bogen in alle richtingen en in beide richtingen. Hierbij zijn er acht bogen aanwezig met daarin zestien wissels. Ook de bovenleiding is hierbij een gecompliceerd geheel met eveneens acht bogen en zestien aansluitingen met de doorgaande rijdraad.

## Varianten
Er bestaan ook sporenkruisingen met minder bogen, al dan niet in één richting variërend van zeven bogen tot één boog. Deze worden dan aangeduid als een driekwart, halve of kwart grand union. Vaak worden uit kostenoverweging, maar ook omdat een grand union sneller onderhavig is aan slijtage met daarbij ontsporingsgevaar, alleen bogen aangelegd die voor de exploitatie noodzakelijk zijn. Ook bestaan er bogen die alleen bedoeld zijn voor omleiding van de trams bij calamiteiten of gebruikt werden door een opgeheven lijn. Er komen ook kruisingen voor waarbij in het geheel geen bogen zijn aangelegd en dus geen afslaand tramverkeer mogelijk is. Dit komt voor in onder meer Rotterdam (kruising van de Nieuwe Binnenweg met de Claes de Vrieselaan), Den Haag (kruising Laan van Meerdervoort met Conradkade) en de Duitse stad Düsseldorf.
De meeste grand unions bevinden zich in Poznań (zes stuks).

## Overzicht
In de hoogtijdagen van de tram waren er veel meer grand unions dan tegenwoordig, ook in steden waar de tram opgeheven is, zoals Liverpool, Salford, South Shields, Walthamstow, Chicago, Rochester, Montreal, Edmonton en Auckland.
Hieronder een overzicht van nog bestaande grand unions:

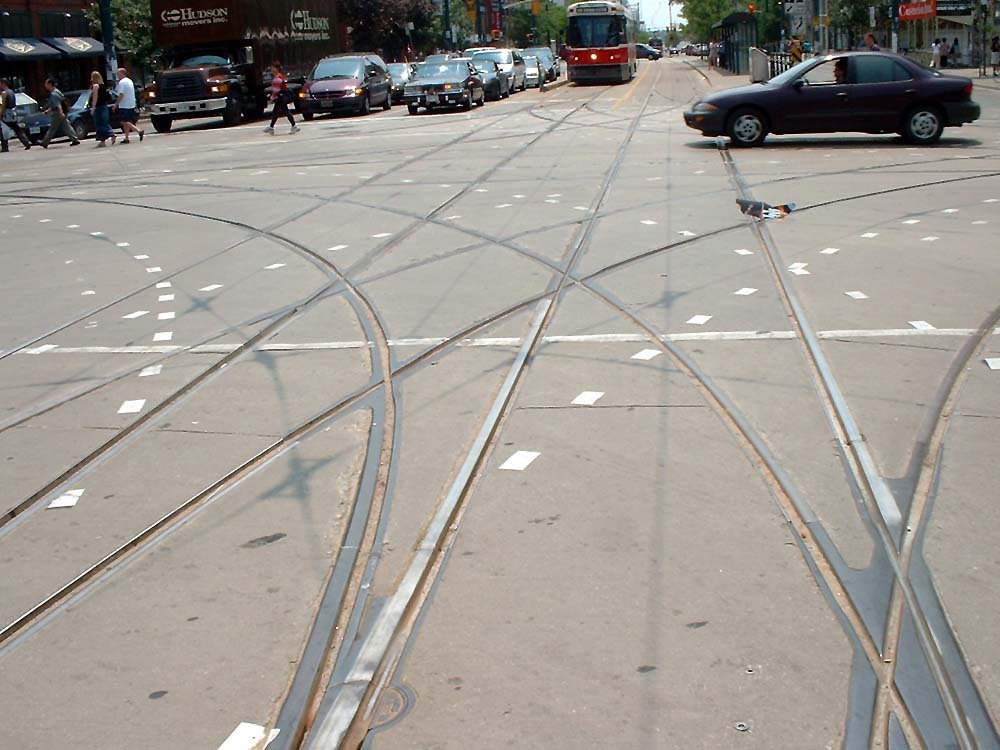
Een grand union op de kruising van de Spadina Avenue en de Queen Street West in Toronto, Ontario

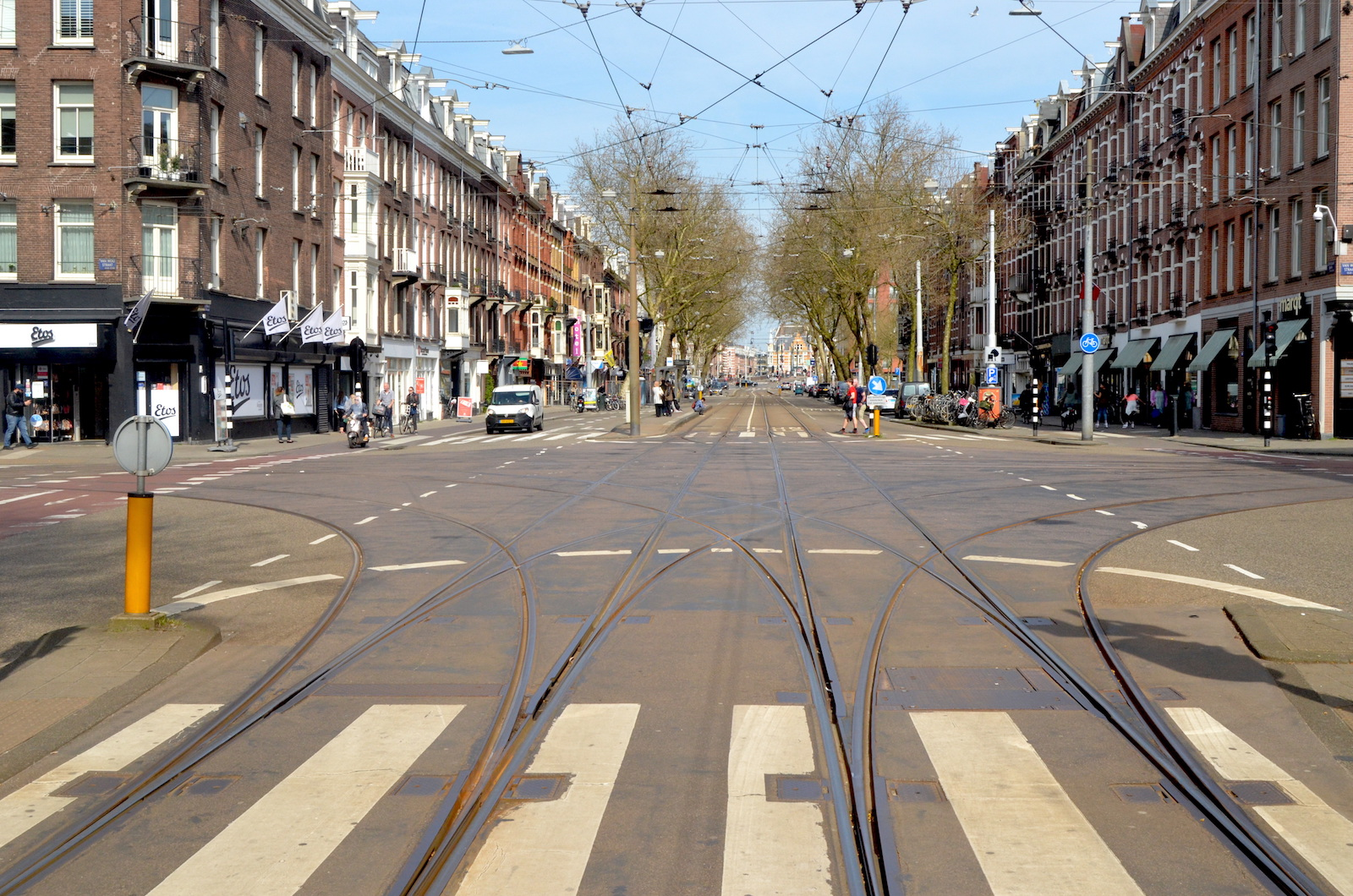
Grand union op de kruising Van Woustraat / Ceintuurbaan in Amsterdam-Zuid; 2018

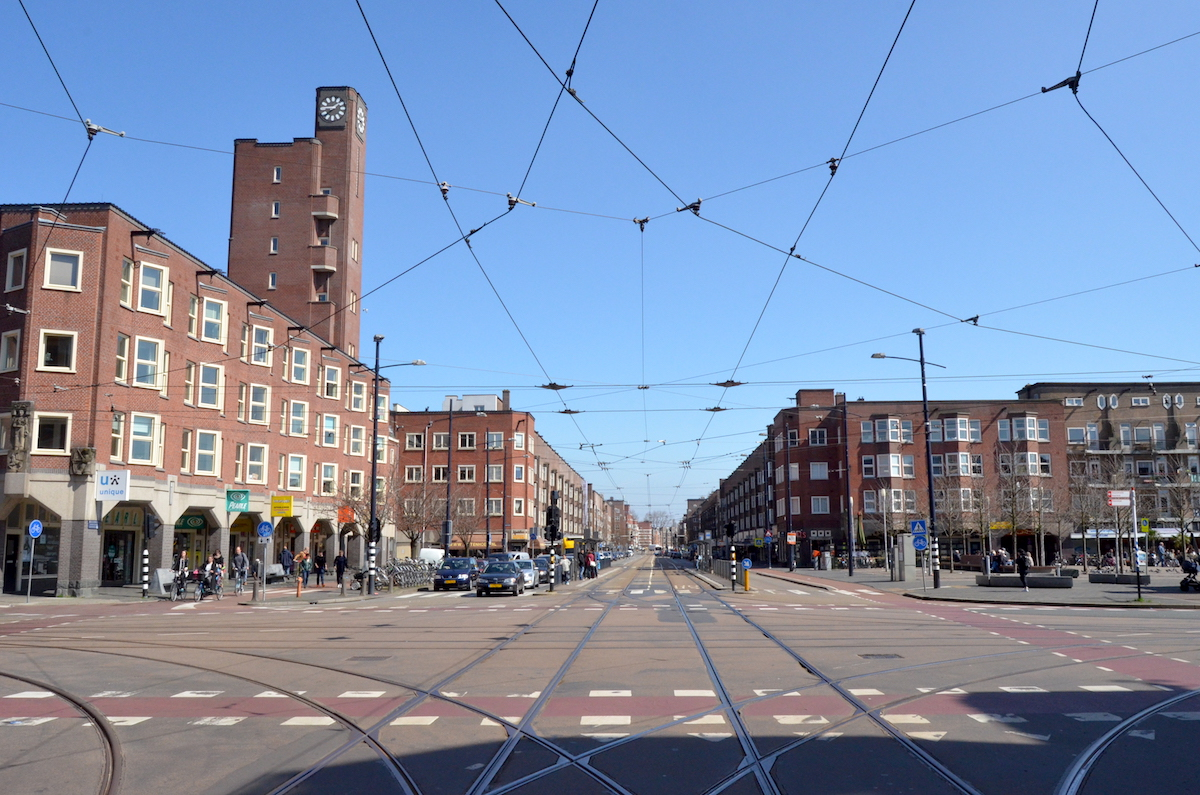
Grand union op het Mercatorplein in Amsterdam-West; 2016. Foto: Erik Swierstra

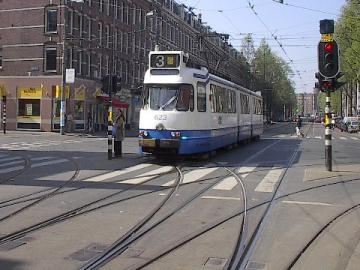
Oude gelede tram op de grand union Ceintuurbaan / Ferdinand Bolstraat; voor 2003; sinds 2017 is de sporensituatie weer hersteld.

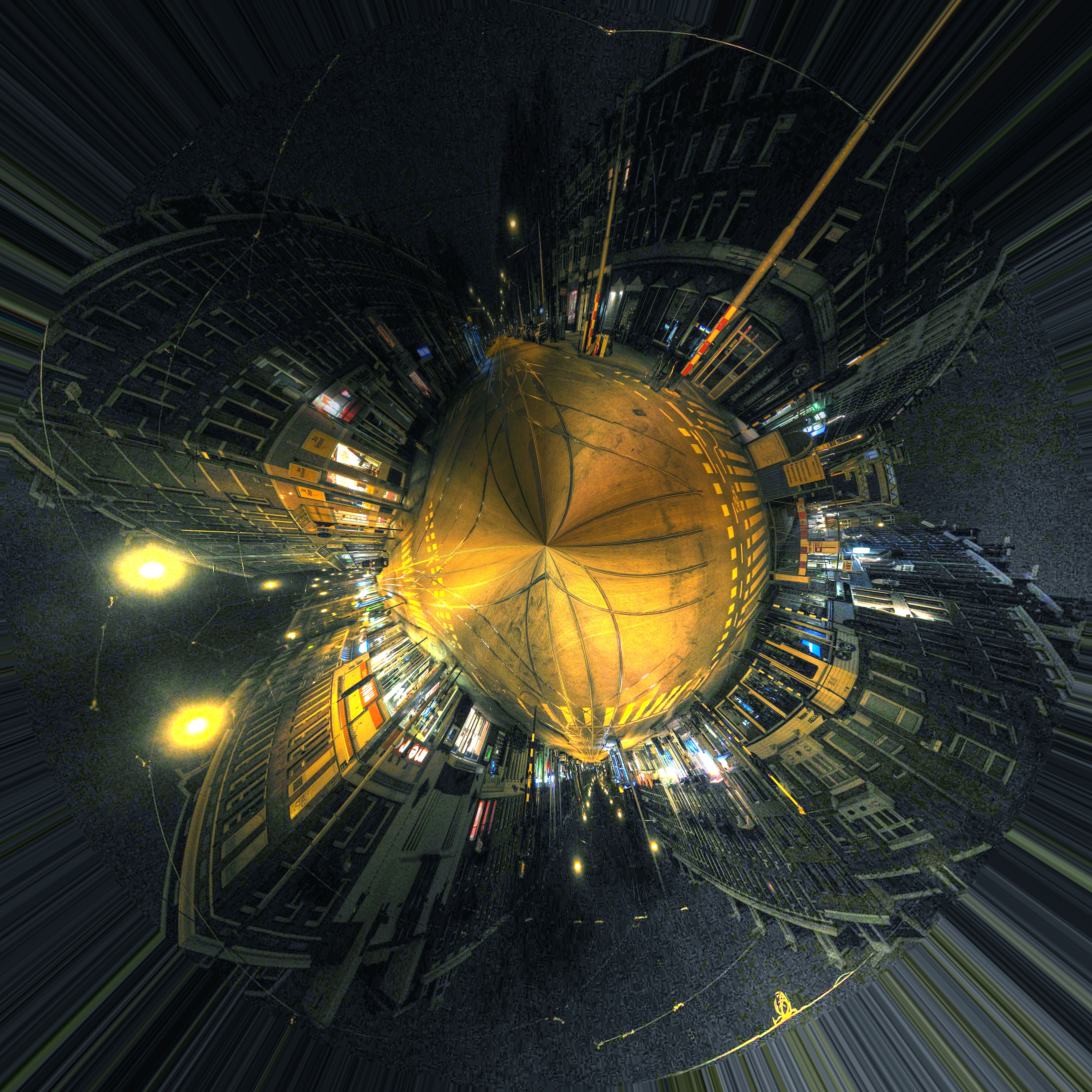
Een polaire projectie van de kruising Ceintuurbaan / Ferdinand Bolstraat

### Australië

#### Melbourne
- Balaclava Junction (kruising Balaclava Road en Hawthorn Road)

### België

#### Brussel
- Kruising Generaal Jacqueslaan, Adolphe Buyllaan en Renbaanlaan.[1] De tak naar de Renbaanlaan wordt enkel gebruikt door trams die van of naar de stelplaats rijden.

### Canada

#### Toronto
- Kruising Bathurst and King
- Kruising Spadina and King
- Kruising Spadina and Queen

### Duitsland

#### Cottbus
- Berliner Platz

#### Kassel
- Untere Königsstraße/Kurt Schumacherstraße (Am Stern)

#### Karlsruhe
- Karlstraße

#### Keulen
- Aachener Straße/Gürtel

#### Leipzig
- Goerdelerring

#### Magdeburg
- Wienerstrasse-Raiffeisenstrasse/Leipzigerstrasse[2]
- Westring-Europaring/Grosse Diesdorferstrasse[3]

### Italië

#### Milaan
- Piazza 24 Maggio Piazzale
- Piazzale Porta Lodovica

### Kroatie

#### Zagreb
- kruising van Savska en Vodnikova (wijdmazig)

### Nederland

#### Amsterdambestaand
- Kruising Ceintuurbaan / Van Woustraat (sinds 1936, sinds 2013 in de normale dienst geen afslaand tramverkeer meer)
- Kruising Ceintuurbaan / Ferdinand Bolstraat (van 1977 tot 2003 en sinds 2017. Door de afsluiting van het noordelijke deel van de Ferdinand Bolstraat van 2003 tot 2017 tijdelijk een T-kruising).
- Kruising Overtoom / Eerste Constantijn Huygensstraat (sinds 1987; sinds 1992 in de normale dienst geen afslaand tramverkeer meer).

Het Haarlemmermeercircuit en het Burgemeester Röellcircuit, alhoewel geen grand union, bieden toch dezelfde mogelijkheden.

#### Amsterdamvoormalig

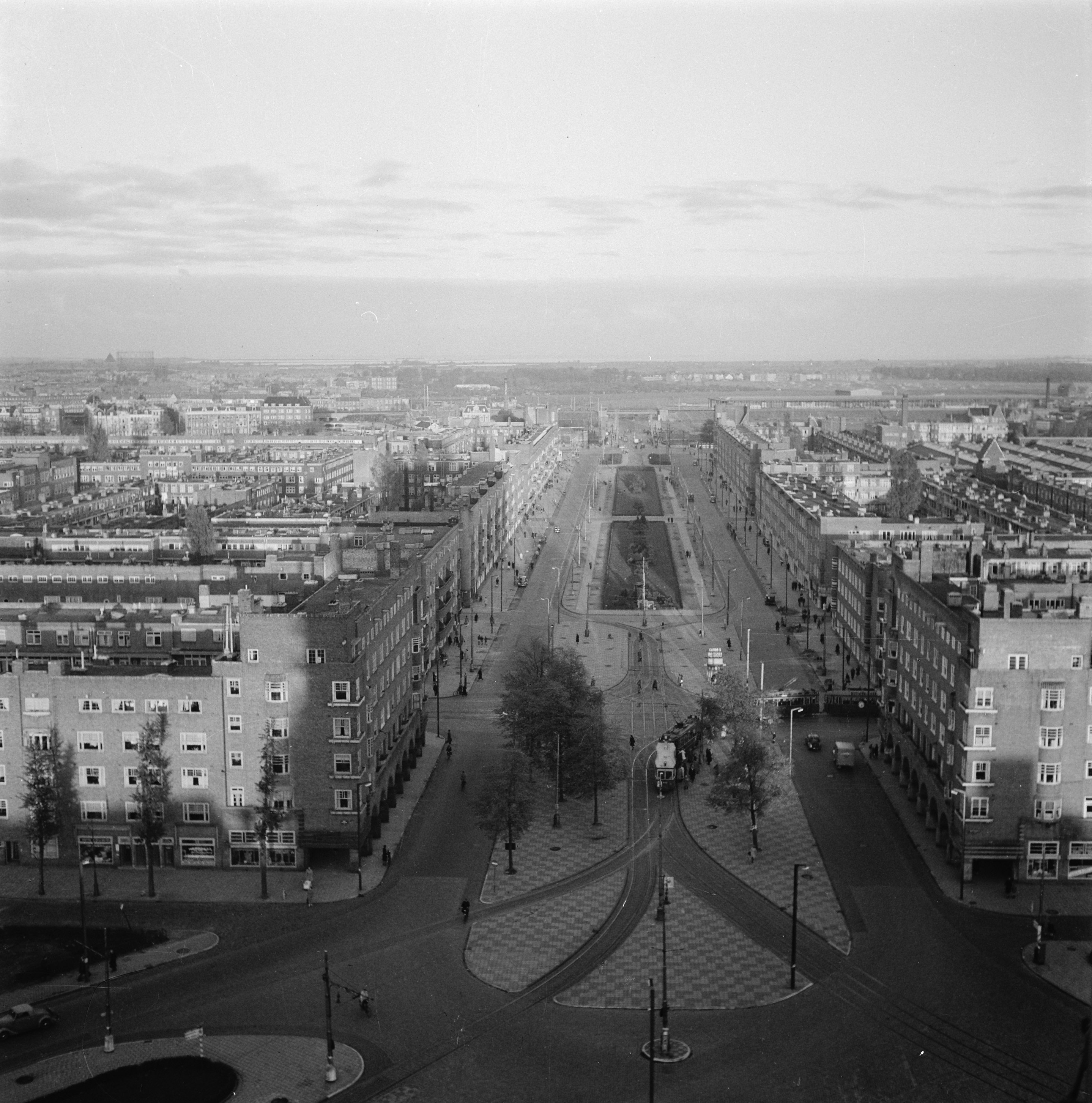
De kruising op het Victorieplein gezien vanuit De Wolkenkrabber, 1945

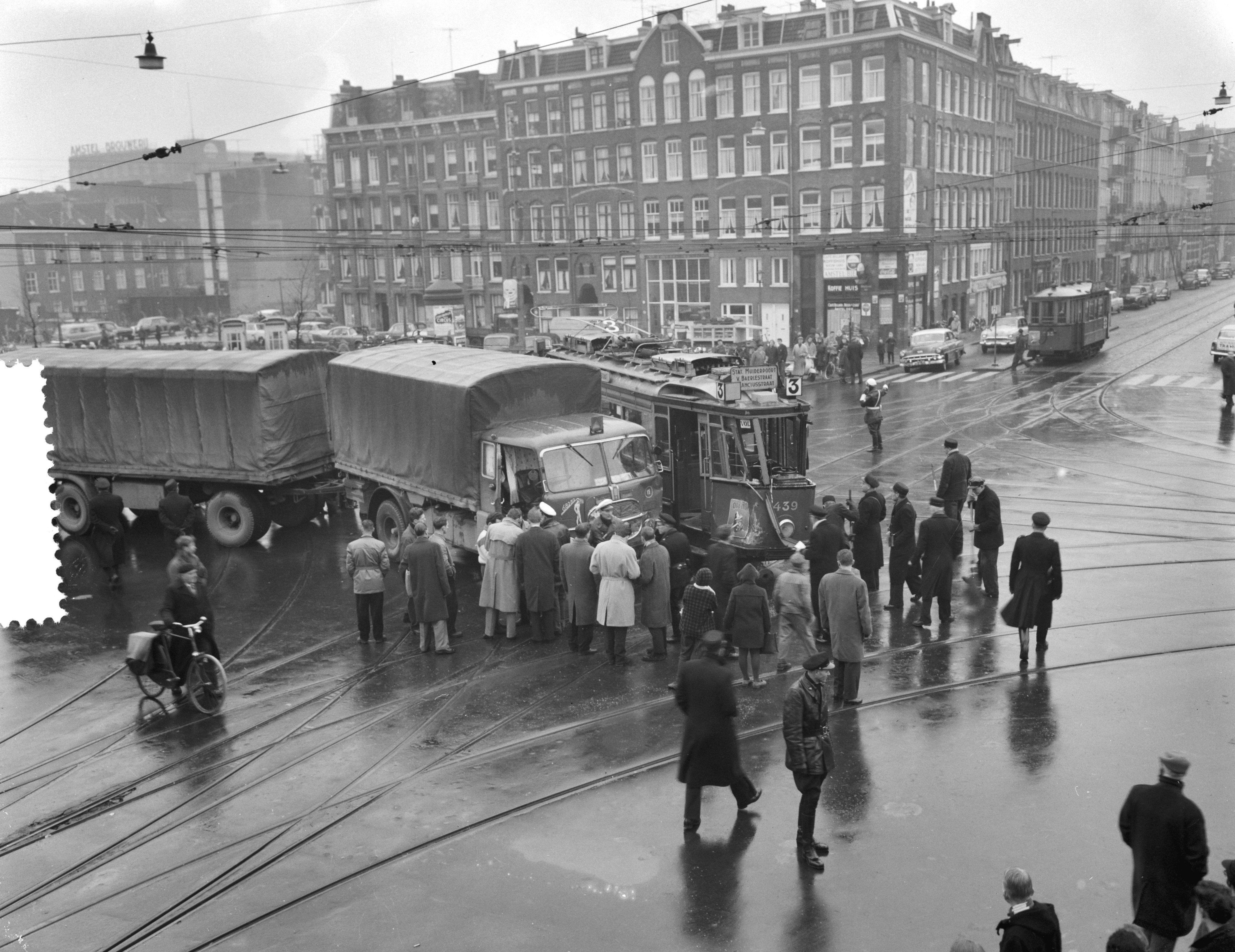
Kruising Wibautstraat/Ruyschstraat in 1960

- Kruising Rijnstraat / Victorieplein en Vrijheidslaan (van 1929 tot 1982). Tegenwoordig zijn er zes bogen nog in gebruik.[4]
- Kruising Wibautstraat / Ruyschstraat (van 1942 tot 1970).[5]
- Kruising Jan Evertsenstraat / Hoofdweg (Mercatorplein); (van 1989 tot 2020). In de normale dienst sinds 2017 geen afslaand tramverkeer meer. Sinds 2020 geen grand union meer door afsluiting van de zuidelijke boog Jan Evertsenstraat westzijde naar de Hoofdweg noordzijde. In 2025 gehele boog bij spoorvernieuwing verdwenen, er zijn nog zes bogen in gebruik.

### Oostenrijk

#### Graz
- Jakominiplatz

### Polen

#### Poznań
- Głogowska / Hetmańska
- Kórnicka
- Most Teatralny
- Rondo Jana Nowaka-Jeziorańskiego
- Rondo Kaponiera
- Rondo Starołęka

#### Szczecin
- Plac Rodla (sinds 2022[6])

#### Warschau
- Rondo Kercelak

### Rusland

#### Magnitogorsk
- Plac Mira[7]

### Tsjechië

#### Praag
- Palmovka
- Strossmayerovo náměstí
- Palackého náměstí

### Zwitserland

#### Bazel
- Aeschenplatz